# Stenotarsus thoracicus
Stenotarsus thoracicus är en skalbaggsart som beskrevs av Henry Stephen Gorham 1890. Stenotarsus thoracicus ingår i släktet Stenotarsus och familjen svampbaggar. Inga underarter finns listade i Catalogue of Life.